# Монастырь Святого Месропа Маштоца (Насирваз)
Монастырь Святого Месропа Маштоца (арм. Սուրբ Մեսրոպ Մաշտոց վանք), также Монастырь Святого Григория Просветителя (арм. Սուրբ Գրիգոր Լուսավորիչ վանք) — армянский монастырь в селе Насирваз, Нахичеванская АР, Азербайджан. По данным CHW был полностью разрушен к 15 июню 2006 года, что было запечатлено на спутниковом снимке QuickBird-2.

## История
Монастырь был построен в 456 году по заказу князя Шабита - правителя Гохтна, поскольку исторически этот регион входил в состав гавара Гохтн Великой Армении. Храм представляет собой четырёхнефную купольную базилику. Построен из обработанного и полуобработанного камня. Первая известная нам реставрация была произведена в XV веке, следующая в XVII в. Вход находится с западной стороны. Имеет полуокруглую апсиду, прямоугольные колонны. Купол каменный, восмегранный. Внутри находятся надписи. На западном фасаде церкви были четыре колонны. На северной стороне церкви имелась столовая, которая была окружена твёрдыми стенами.

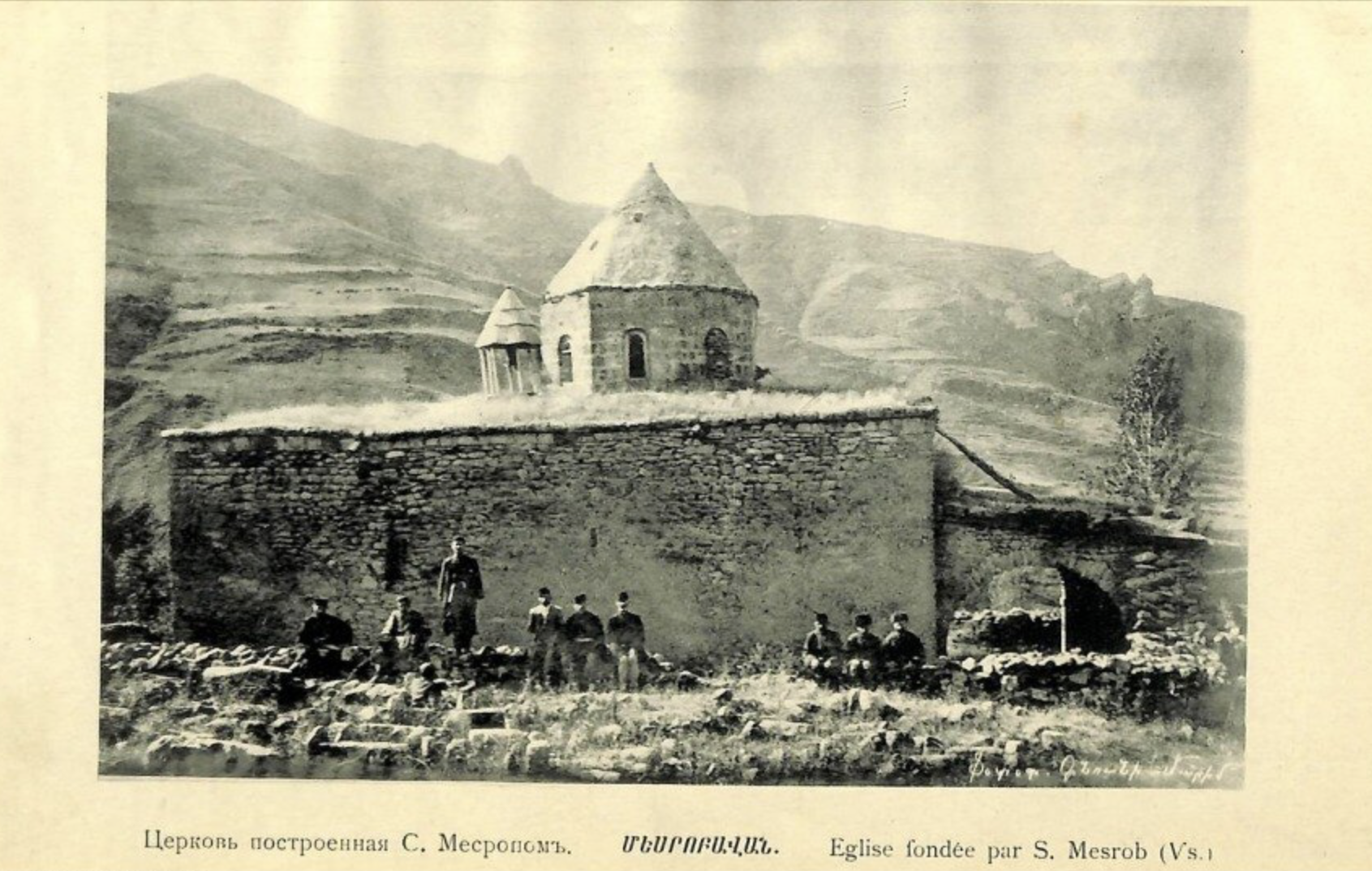
Фотография начала XX века